# Галкин, Владимир Исидорович
Влади́мир Иссидо́рович (Иси́дорович) Га́лкин (18 (30) июля 1880, Санкт-Петербург — после 1931) — офицер Русской императорской армии; украинский военачальник, генерал-хорунжий армии Украинской народной республики.

## Биография
Православный. Сын чиновника Петербургской губернии. Окончил 2-ю Петербургскую гимназию и физико-математический факультет Императорского Санкт-Петербургского университета с дипломом 1-й степени.

## Служба вРусской армии
В августе 1903 года вступил в военную службу вольноопределяющимся 1-го разряда и был зачислен юнкером в Московское (Алексеевское) военное училище, курс которого окончил в августе 1904 года «по 1-му разряду», с производством в подпоручики (со старшинством с 10.08.1903), с зачислением «по инженерным войскам» и с назначением на службу в 10-й сапёрный батальон (г. Остроленка). В мае 1905 года переведён в 8-й сапёрный батальон (г. Люблин).
Участник Русско-японской войны, — в 1905 году был на театре военных действий в войсках действующей армии, однако в сражениях не участвовал. С октября 1907 года — поручик
В июне 1908 года переведён в Керченскую крепостную минную роту. Служил младшим офицером; окончил в С.-Петербурге курс Офицерской электротехнической школы «по 1-му разряду», получив квалификацию «военный электротехник». В декабре 1911 года произведён в штабс-капитаны.
В августе 1912 года, после успешной сдачи экзаменов, был зачислен слушателем в Николаевскую военную академию Генерального штаба, с прикомандированием к Академии «для прохождения курса наук». К лету 1914 года окончил два класса Академии, однако учёбу прервала война.

### Первая мировая война
Участник Первой мировой войны. С началом войны и прекращением учебного процесса в Академии, штабс-капитан Владимир Галкин был причислен к Генеральному штабу и отправлен в войска.
С сентября 1914 года он — помощник начальника отделения управления генерал-квартирмейстера штаба 7-й армии (Юго-Западный фронт).
С мая 1915 — обер-офицер для поручений при штабе 32-го армейского корпуса (Юго-Западный фронт).
С августа 1915 — исправляющий должность старшего адъютанта штаба 82-й пехотной дивизии (Юго-Западный фронт).
29 февраля 1916 года был произведён в капитаны, с переводом в Генеральный штаб и с назначением старшим адъютантом штаба 82-й пехотной дивизии.
С августа 1917 — штаб-офицер для поручений при штабе 25-го армейского корпуса (Юго-Западный фронт).
15 августа 1917 года Владимир Галкин произведён в Генерального штаба подполковники.
С сентября 1917 по 5 января 1918 года — врид начальника штаба 82-й пехотной дивизии (49-й армейский корпус, 11-я армия, Юго-Западный фронт). В январе 1918 года уволен из «старой» Русской армии.

## Гражданская война
С 16 апреля 1918 года — на украинской военной службе: войсковой старшина, старший адъютант штаба 8-го Екатеринославского корпуса армии УНР, впоследствии — вооружённых сил Украинской державы гетмана Скоропадского.
В декабре 1918 года, после ликвидации Гетманата, в составе офицерских кадров корпуса, не пожелавших продолжать службу в украинской армии главного атамана Петлюры, оставил Екатеринослав и ушёл в Крым на соединение с Добровольческой армией. С января 1919 года — начальник связи 4-й сводной Крымской дивизии Вооружённых Сил Юга России под командованием генерала Деникина. В марте 1919 года заболел тифом. С мая того же года — штаб-офицер штаба, затем временно исполняющий должность начальника штаба, 2-го армейского корпуса ВСЮР (август—октябрь 1919 года).
В январе 1920 года в районе Одессы попал в плен к «красным» и зачислен к ним на службу. Был назначен начальником штаба «красной» украинской дивизии, которая формировалась из бывших воинов действующей армии УНР и украинской Галицкой армии при 41-й стрелковой дивизии РККА.
В апреле 1920 года принял участие в восстании частей этой дивизии против большевиков и присоединился с ними к частям действующей армии УНР, участвовавших в Первом Зимнем походе — рейде по тылам Красной армии РСФСР. Из этих частей позже был создан украинский Черноморский Партизанский Кош, с июля 1920 года — 5-я Черноморская бригада 2-й Волынской дивизии армии УНР.
С 6 апреля 1920 года Владимир Галкин — начальник штаба Черноморского Коша, с 3 сентября 1920 года — помощник начальника 2-й Волынской дивизии армии УНР. Участник советско-польской войны на стороне поляков в составе украинской армии; с 5 октября 1920 года — генерал-хорунжий армии УНР. В ноябре 1920 года, после заключения перемирия между поляками и «красными», с остатками украинской армии отошёл на подконтрольную поляками территорию и был там интернирован в лагерях для украинских военных.
Летом 1921 года, по приказу Юрия Тютюнника — начальника украинского Повстанческого штаба, организованного в польских лагерях для интернированных, перешёл польско-советскую границу с целью организации на Украине партизанско-повстанческой борьбы против установленной большевиками советской власти. Некоторое время действовал в подполье, однако вскоре был схвачен органами ЧК (в перестрелке во время ареста был тяжело ранен в руку и плечо) и отправлен в Москву.

## После Гражданской войны
По освобождении из-под ареста был принят на службу в Красную армию РСФСР. С марта 1922 года работал завучем в Московской военно-педагогической школе.
С лета 1923 года — преподаватель математики Московской военно-инженерной школы. В конце 1924 года был уволен из РККА как бывший белогвардеец, — работал в Москве частным преподавателем математики.
В ночь на 31 декабря 1930 года был арестован по делу «Весна». Обвинён в контрреволюционном заговоре бывших офицеров.
10 мая 1931 года — приговорён к 5 годам лишения свободы с конфискацией имущества.
Дальнейшая судьба не известна.

## Награды
- Медаль «В память русско-японской войны» (1906)
- Орден Святой Анны III степени (ВП от 31.08.1908)
- Медаль «В память 300-летия царствования дома Романовых» (1913)
- Орден Святого Станислава II степени (ВП от 04.11.1915)
- Орден Святой Анны II степени с мечами (ВП от 14.11.1915)